# Phim truyện truyền hình Ả Rập

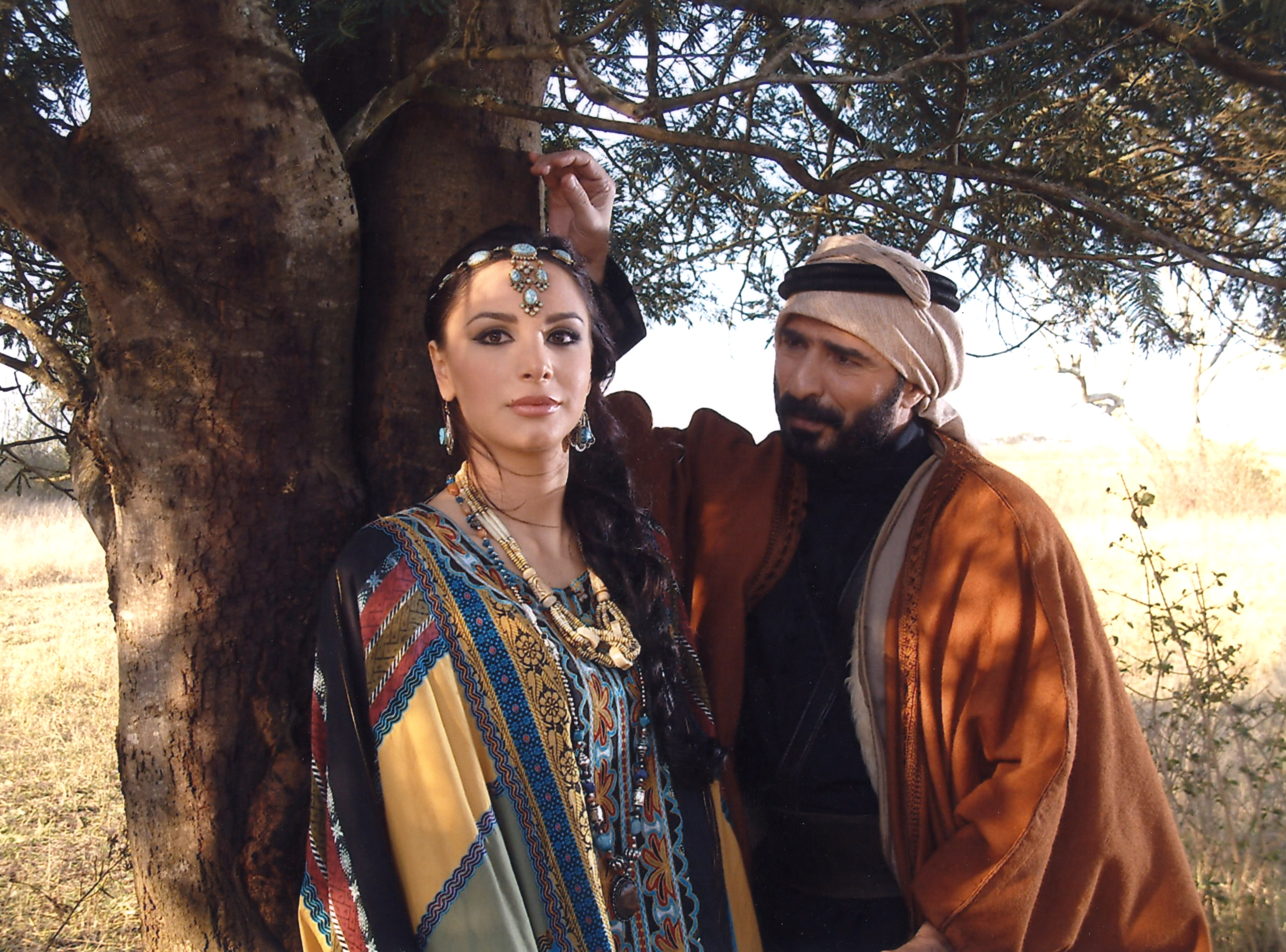
Hai diễn viên Joelle Behlok và Rasheed Assaf trong bộ phim The Last Cavalier (Kỵ sĩ cuối cùng)

Phim truyện truyền hình Ả Rập hay phim bộ Ả Rập (tiếng Ả Rập: دراما تلفزيونية عربية; tiếng Anh: Arab television drama hoặc Arab soap opera) hay còn gọi là musalsal (tiếng Ả Rập: مسلسل), là một dạng phim truyện nhiều tập được cường điệu hóa trên truyền hình. Dòng phim musalsal có phong cách tương đồng với thể loại phim telenovela (tiểu thuyết truyền hình) của khu vực Mỹ Latinh. Đó thường là những thiên anh hùng ca lịch sử (thiên sử thi) về các nhân vật Hồi giáo hay các câu chuyện tình có dính líu đến mâu thuẫn giai cấp và mối dan díu ngầm. Thuật ngữ musalsal dịch theo nghĩa đen là "được móc nối, xâu chuỗi và liên tục, kéo dài".
Vào các buổi tối trong tháng Ramadan (tháng ăn chay), sau khi ăn bữa Iftar điểm tâm thì các gia đình ở khắp các nước Ả Rập sẽ cùng xem những bộ phim đặc biệt này trên sóng truyền hình. Các kênh vệ tinh Ả Rập phát sóng những chương trình này mỗi đêm, kéo gần các gia đình cùng tụ họp lại để ăn bữa điểm tâm. Hầu hết các bộ phim truyện truyền hình Ả Rập gói gọn trong khoảng 30 tập, hoặc khoảng một tập mỗi đêm trong tháng Ramadan. Những bộ phim ấy là một phần không thể thiếu trong truyền thống Ramadan, giống như cách mà hakawati tức người kể chuyện, thuật lại chi tiết các truyện kể và thần thoại, vốn là một phần của các đêm tháng Ramadan trong quá khứ.

## Liban
Phim truyện truyền hình Liban tụt lại phía sau một cách đáng kể so với sản lượng phim của Syria hay Ai Cập vốn nổi tiếng hơn, sự thiếu phổ biến chủ yếu được cho là vì kịch bản yếu kém gây nên.